# Luca Curatoli
Luca Curatoli (n. 25 iulie 1994, Napoli, Italia) este un scrimer italian specializat pe sabie, laureat cu aur pe echipe la Campionatul Mondial de Scrimă din 2015 și cu argint pe echipe la Campionatul European din același an.

## Carieră
Curatoli este fratele vitreg al campionului mondial de sabie din 1995, Raffaello Caserta, și al lui Leonardo Caserta, antrenorul său la clubul Circolo Posillipo. A cucerit medalia de aur la Campionatul European pentru juniori din 2014 de la Ierusalim și o dublă medalie de aur la Campionatul Mondial pentru juniori din același an de la Plovdiv.
În sezonul 2014-2015 a cucerit prima sa medalie la o etapă de Cupa Mondială cu un bronz la Varșovia. S-a alăturat lotului de seniori al Italiei, cu care a fost laureat cu argint la Campionatul European din 2015. La Campionatul Mondial din 2015, prima sa participare la o competiție de aceasta anvergură, a reușit cel mai bun rezultat italian la sabie masculin: a ajuns în tabloul de 16, unde a fost învins de campionul olimpic Áron Szilágyi. La proba pe echipe, echipa Italiei a trecut succesiv de Cehia, Mexico, România și Franța, ajungând în finală unde a întâlnit gazda competiției, Rusia. Curatoli a deschis meciul împotriva lui Nikolai Kovaliov, ajutându-se echipa să câștige medalia de aur. 

## Palmares
Clasamentul la Cupa Mondială
| An  | 2012 | 2013 | 2014 | 2015 |
| --- | ---- | ---- | ---- | ---- |
| Loc | 72   | 54   | 116  | 12   |

## Legături externe
- it  Prezentare la Federația Italiană de Scrimă
- Prezentare Arhivat în 1 mai 2015, la Wayback Machine. la Confederația Europeană de Scrimă
- en Luca Curatoli la Olympedia.org